# Sotto il culo della rana
Sotto il culo della rana (Under the Frog) è il romanzo d'esordio di Tibor Fischer pubblicato nel 1992. Il romanzo è stato tra i finalisti del Booker Prize nel 1993.
Il romanzo, pervaso di umorismo nero, è ambientato in Ungheria negli anni immediatamente successivi alla seconda guerra mondiale e culmina nella rivoluzione ungherese del 1956. I protagonisti sono Gyuri, Pataki ed  altri amici con la passione per il basket che sognano di fuggire dal loro lavoro in fabbrica e andare nudi alle partite, anche quando questo comporta l'uso di mezzi pubblici. Il libro satirizza gli annunci ottimistici e la vuota retorica del regime socialista.

## Edizioni
- Tibor Fischer, Sotto il culo della rana, Mondadori, 1997,  p. 315, ISBN 88-04-47110-7.